# Hamvas sáfránymadár
A hamvas sáfránymadár (Pericrocotus divaricatus) a madarak osztályának verébalakúak (Passeriformes) rendjébe és a tüskésfarúfélék (Campephagidae) családjába tartozó faj.

## Rendszerezése
A fajt Stamford Raffles brit ornitológus írta le 1822-ben, a Lanius nembe Lanius divaricatus néven.

## Előfordulása
Dél- és Délkelet-Ázsiában, Dél-Korea, Észak-Korea, a Fülöp-szigetek, India, Indonézia, Japán, Kambodzsa, Kína, Laosz, Malajzia, Mianmar, Oroszország, Szingapúr, Tajvan, Thaiföld és Vietnám területén honos. 
Természetes élőhelyei a mérsékelt övi erdők, szubtrópusi vagy trópusi síkvidéki esőerdők, mangroveerdők, mocsári erdők és cserjések, valamint ültetvények, másodlagos erdők és városi környezet. Vonuló faj.

## Megjelenése
Testhossza 18 centiméter.

## Természetvédelmi helyzete
Az elterjedési területe rendkívül nagy, egyedszáma ugyan csökken, de még nem éri el a kritikus szintet. A Természetvédelmi Világszövetség Vörös listáján nem fenyegetett fajként szerepel.